# Solar Pons
Solar Pons este un detectiv fictiv creat de August Derleth ca pastișă a personajului Sherlock Holmes creat de Arthur Conan Doyle.
După ce a auzit că Sir Arthur Conan Doyle nu mai intenționează să scrie mai multe povestiri despre Holmes, tânărul Derleth i-a scris lui Conan Doyle, cerându-i permisiunea de a prelua seria. Conan Doyle a refuzat cu amabilitate oferta, dar Derleth, în ciuda faptului că nu a fost niciodată la Londra, a început să caute un nume asemănător silabic cu Sherlock Holmes și a scris prima sa colecție de pastișe. În cele din urmă, el a scris mai multe povestiri despre Pons decât Conan Doyle despre Holmes.
Pons este o pastișă a lui Holmes; prima carte despre Solar Pons s-a intitulat In Re: Sherlock Holmes. La fel ca Holmes, Solar Pons are puteri prodigioase de observare și deducție și își poate uimi tovarășii spunându-le detalii minuscule despre oamenii pe care tocmai i-a cunoscut, detalii care dovedesc că le-a dedus în câteva secunde de observație. Dacă scrierile cu Holmes sunt povestite de însoțitorul său Dr. Watson, cele cu Pons sunt povestite de Dr. Lyndon Parker; iar Pons și Parker nu stau cu chirie la 221B Baker Street, ci la 7B Praed Street, unde proprietara lor nu este Mrs. Hudson, ci doamna Johnson. În timp ce Sherlock Holmes are un frate mai mare Mycroft Holmes, Solar Pons are un frate numit Bancroft pentru a îndeplini același rol. La fel ca Holmes, Pons este zvelt din punct de vedere fizic și fumează o pipă umplută cu „shag abominabil”.
De fapt Sherlock Holmes există și în lumea lui Pons: Pons și Dr. Parker sunt conștienți de faimosul detectiv și este foarte respectat. În timp ce aventurile lui Holmes au avut loc în principal în anii 1880 și 1890, Pons și Parker trăiesc în anii 1920 și 1930.
După moartea lui Derleth, în 1971, alte povestiri despre personaj au fost scrise de autorul Basil Copper. Patru dintre aceste volume au fost publicate de Pinnacle Books - The Dossier of Solar Pons, The Future Adventures of Solar Pons, The Secret Files of Solar Pons și The Uncollected Cases of Solar Pons (titlul original din Marea Britanie: Some Uncollected Cases of Solar Pons ) (toate în 1979). Alte două volume ale continuărilor lui Copper au fost publicate de Fedogan și Bremer - The Exploits of Solar Pons (1993) și The Recollections of Solar Pons (1995).  Sarob Press a publicat încă două volume de lucrări cu Pons scrise de Copper - romanul Solar Pons Versus The Devil's Claw (2004) și o colecție intitulată Solar Pons: The Final Cases (2005) care conține șase povestiri, cinci fiind ediții revizuite ale lui Copper Pons și o povestire cu Sherlock Holmes („The Adventure of the Persecuted Painter - Aventura pictorului persecutat”).

## Cărți cu Solar Pons

### De August Derleth
- "In Re: Sherlock Holmes"-The Adventures of Solar Pons a.k.a. Regarding Sherlock Holmes: The Adventures of Solar Pons (în Regatul Unit: The Adventures of Solar Pons) (1945)
  - "In Re: Solar Pons" de Vincent Starrett
  - "A Word From Dr. Lyndon Parker"
  - "The Adventure of the Frightened Baronet"
  - "The Adventure of the Late Mr. Faversham"
  - "The Adventure of the Black Narcissus"
  - "The Adventure of the Norcross Riddle"
  - "The Adventure of the Retired Novelist"
  - "The Adventure of the Three Red Dwarfs"
  - "The Adventure of the Sotheby Salesman"
  - "The Adventure of the Purloined Periapt"
  - "The Adventure of the Limping Man"
  - "The Adventure of the Seven Passengers"
  - "The Adventure of the Lost Holiday"
  - "The Adventure of the Man with a Broken Face".
- The Memoirs of Solar Pons (1951)
  - "Introduction" de Ellery Queen
  - "The Adventure of the Circular Room"
  - "The Adventure of the Perfect Husband"
  - "The Adventure of the Broken Chessman"
  - "The Adventure of the Dog in the Manger"
  - "The Adventure of the Proper Comma"
  - "The Adventure of Ricoletti of the Club Foot"
  - "The Adventure of the Six Silver Spiders"
  - "The Adventure of the Lost Locomotive"
  - "The Adventure of the Tottenham Werewolf"
  - "The Adventure of the Five Royal Coachmen"
  - "The Adventure of the Paralytic Mendicant"
- Three Problems for Solar Pons (1952) (conținutul acestei cărți a apărut ulterior în The Return of Solar Pons)
  - "A Note for the Aficionado"
  - "The Adventure of the Rydberg Numbers"
  - "The Adventure of the Remarkable Worm"
  - "The Adventure of the Camberwell Beauty"
- The Return of Solar Pons (1958)
  - "Introduction" de Edgar W. Smith
  - "The Adventure of the Lost Dutchman"
  - "The Adventure of the Devil's Footprints"
  - "The Adventure of the Dorrington Inheritance"
  - "The Adventure of the 'Triple Kent'"
  - "The Adventure of the Rydberg Numbers" (reeditare a Three Problems for Solar Pons)
  - "The Adventure of the Grice-Paterson Curse"
  - "The Adventure of the Stone of Scone"
  - "The Adventure of the Remarkable Worm" (reeditare a Three Problems for Solar Pons)
  - "The Adventure of the Penny Magenta"
  - "The Adventure of the Trained Cormorant"
  - "The Adventure of the Camberwell Beauty" (reeditare a Three Problems for Solar Pons)
  - "The Adventure of the Little Hangman"
  - "The Adventure of the Swedenborg Signatures"
- The Reminiscences of Solar Pons (1961)
  - "Introduction" de Anthony Boucher
  - "The Adventure of the Mazarine Blue"
  - "The Adventure of the Hats of M. Dulac"
  - "The Adventure of the Mosaic Cylinders"
  - "The Adventure of the Praed Street Irregulars"
  - "The Adventure of the Cloverdale Kennels"
  - "The Adventure of the Black Cardinal"
  - "The Adventure of the Troubled Magistrate"
  - "The Adventure of the Blind Clairaudient"
  - "A Chronology of Solar Pons" de Robert Patrick (uneori scris ca Pattrick)
- The Casebook of Solar Pons (1965)
  - "Foreword" de Vincent Starrett
  - "(Cuthbert) Lyndon Parker" de Michael Harrison
  - "The Adventure of the Sussex Archers"
  - "The Adventure of the Haunted Library"
  - "The Adventure of the Fatal Glance"
  - "The Adventure of the Intarsia Box"
  - "The Adventure of the Spurious Tamerlaine"
  - "The Adventure of the China Cottage"
  - "The Adventure of the Ascot Scandal"
  - "The Adventure of the Crouching Dog"
  - "The Adventure of the Missing Huntsman"
  - "The Adventure of the Amateur Philologist"
  - "The Adventure of the Whispering Knights"
  - "The Adventure of the Innkeeper's Clerk"
  - "Afterword"
- A Praed Street Dossier (1968) - [volum asociativ]
  - "The Beginnings of Solar Pons"
  - "The Sources of the Tales"
  - "Concerning Dr. Parker's Background"
  - "The Favorite Pastiches"
  - "From the Notebooks of Dr. Lyndon Parker"
  - "The Adventure of the Bookseller's Clerk"
  - "Solar Pons, Off-Trail"
  - "The Adventure of the Snitch in Time" (cu Mack Reynolds)
  - "The Adventure of the Ball of Nostradamus" (cu Mack Reynolds).
- The Adventure of the Unique Dickensians (1968) [retipărit în The Chronicles of Solar Pons (vezi mai jos)).
- Mr. Fairlie's Final Journey (1968) [novel]
- The Chronicles of Solar Pons (1973)
  - "Introducere" de Allen J. Hubin
  - "The Adventure of the Red Leech"
  - "The Adventure of the Orient Express" (publicat ca volum de sine stătător de Candlelight Press, NY, 1964, copertă moale dust jacket)
  - "The Adventure of the Golden Bracelet"
  - "The Adventure of the Shaplow Millions"
  - "The Adventure of the Benin Bronze"
  - "The Adventure of the Missing Tenants"
  - "The Adventure of the Aluminum Crutch"
  - "The Adventure of the Seven Sisters"
  - "The Adventure of the Bishop's Companion"
  - "The Adventure of the Unique Dickensians"
- The Solar Pons Omnibus (1982) [omnibus-colectează toate lucrările anterioare]
- The Final Adventures of Solar Pons (1998)
  - "Introduction" de Peter Ruber
  - "Reception in Elysium" (poem) de Mary F. Lindsley
  - Terror Over London [roman]
  - "The Adventures of Gresham Old Place"
  - "The Adventure of the Burlstone Horror"
  - "The Adventure of the Viennese Musician"
  - "The Adventure of the Muttering Man"
  - "The Adventure of the Two Collaborators" de Peter Ruber
  - "The Adventure of the Nosferatu" (with Mack Reynolds)
  - "The Adventure of the Extra-Terrestrial" (with Mack Reynolds)
  - "More from Dr. Parker's Notebooks"
- The Original Text Solar Pons Omnibus Edition (2000)
- The Dragnet Solar Pons et al. (2011) (versiuni pentru revistă originală pulp și manuscrise ale acestor povești)
  - "Introduction" de Mark Wardecker
  - "The Adventure of the Black Narcissus"
  - "The Adventure of the Missing Tenants"
  - "The Adventure of the Broken Chessman"
  - "The Adventure of the Late Mr. Faversham"
  - "The Adventure of the Limping Man"
  - "Two Black Buttons"
  - "The Adventure of the Red Dwarfs"
  - "The Adventure of Gresham Marshes" (o versiune anterioară a "The Adventures of Gresham Old Place")
  - "The Adventure of the Black Cardinal"
  - "The Adventure of the Norcross Riddle"
  - "The Adventure of the Yarpool Horror" (o versiune anterioară a "The Adventure of the Burlstone Horror")
  - "The Adventure of the Muttering Man"
  - "Notes" de Mark Wardecker
- The Unpublished Solar Pons (1994)
  - "Introduction" de Paul B. Smeadegaard
  - "A Pontine Commentary" de Ted Schulz
  - "Revised List of The Solar Pons Canon Abbreviations"
  - "The Adventure of the Viennese Musician"
  - "The Adventure of the Muttering Man"
  - "The Adventure of the Sinister House" (o versiune timpurie și incompletă a "The Adventure of the Burlstone Horror")
  - "In Re: Solar Pons" de Roger Johnson
  - "A Pontine Competition" de James Turner
  - "The Adventure of the Green Stars" (fragment)
  - "Afterword" George A. Vander
- The Novels of Solar Pons: Terror Over London and Mr. Fairlie's Final Journey (2018) (The Adventures of Solar Pons Book 6)
  - Terror Over London
  - Mr. Fairlie's Final Journey
- The Apocrypha of Solar Pons (2018) (The Adventures of Solar Pons Book 8)

### De Basil Copper
- The Dossier of Solar Pons (1979)
  - "The Adventure of the Perplexed Photographer"
  - "The Adventure of the Sealed Spire"
  - "The Adventure of the Six Gold Doubloons"
  - "The Adventure of the Ipi Idol"
  - "The Adventure of Buffington Old Grange"
  - "The Adventure of the Hammer of Hate".
- The Further Adventures of Solar Pons (1979)
  - "The Adventure of the Shaft of Death"
  - "The Adventure of the Defeated Doctor"
  - "The Adventure of the Surrey Sadist"
  - "The Adventure of the Missing Student".
- The Secret Files of Solar Pons (1979)
  - "The Adventure of the Crawling Horror"
  - "The Adventure of the Anguished Actor"
  - "The Adventure of the Ignored Idols"
  - "The Adventure of the Horrified Heiress"
- The Uncollected Cases of Solar Pons (1979) - (în Regatul Unit: Some Uncollected Cases of Solar Pons)
  - "The Adventure of the Haunted Rectory"
  - "The Adventure of the Singular Sandwich"
  - "Murder at the Zoo"
  - "The Adventure of the Frightened Governess"
- The Exploits of Solar Pons (1993)
  - "The Adventure of the Callous Colonel"
  - "The Adventure of the Phantom Face"
  - "The Adventure of the Verger’s Thumb"
  - "Death at the Metropole"
- The Recollections of Solar Pons (1995)
  - "The Adventure of the Cursed Curator"
  - "The Adventure of the Hound of Hell"
  - "The Adventure of the Mad Millionaire"
  - "The Adventure of the Singular Sandwich" [rescris de la prima apariție în Uncollected Cases (vezi mai sus)]
- Solar Pons Versus The Devil’s Claw (2004, Sarob Press) [roman]
- Solar Pons: The Final Cases (2005, Sarob Press)
  - "The Adventures of The Haunted Rectory" [rescris de la prima apariție în Uncollected Cases (vezi mai sus)]
  - "The Ignored Idols" [rescris de la prima apariție în Secret Files (vezi mai sus)]
  - "The Adventure of the Horrified Heiress" [rescris de la prima apariție în Secret Files (vezi mai sus)]
  - "The Adventure of the Baffled Baron" [rescris de la prima apariție în Dossier ca "The Adventure of the Defeated Doctor" (vezi mai sus)]
  - "The Adventure of the Anguished Actor" [rescris de la prima apariție în Secret Files (vezi mai sus)]
  - "The Adventure of the Persecuted Painter" [o pastișă Sherlock Holmes, publicată pentru prima dată în The Mammoth Book of New Sherlock Holmes Adventures]
- The Recollections of Solar Pons (2017, PS Publishing)
  - "The Adventure of the Cursed Curator"
  - "The Adventure of the Hound of Hell"
  - "The Adventure of the Mad Millionaire"
  - The Adventure of the Devil's Claw
- The Solar Pons Companion #7 (2017, PS Publishing) (w/ Stephen Jones)
  - "Once A Pons a Time" de Stephen Jones
  - "Foreword"
  - "In the Footsteps of Sherlock Holmes"
  - "Plots of the Stories"
  - "Characters in the Stories"
  - "The Sayings of Solar Pons"
  - "Solar Pons Plot and Dialogue Notes" de Stephen Jones
  - "The Adventure of the Northleach Stocks" de Stephen Jones
  - "Painting Pons: Artist Ben Stahl" de Stephen Jones
  - The Adventure of the Defeated Doctor"
  - "The Adventure of the Agonised Actor"
  - The Adventure of the Persecuted Painter"

### De David Marcum
- The Papers of Solar Pons (2017)
  - "A Word From Dr. Lyndon Parker"
  - "The Adventure of the Doctor's Box"
  - "The Park Lane Solution"
  - "The Poe Problem"
  - "The Singular Affair of the Blue Girl"
  - "The Plight of the American Driver"
  - "The Adventure of the Blood Doctor"
  - "The Additional Heirs"
  - "The Horror of St. Anne's Row"
  - "The Adventure of the Failed Fellowship"
  - "The Adventure of the Obrisset Snuffbox"
  - "The Folio Matter"
  - "The Affair of the Distasteful Society"
  - "The Adventure of the Other Brother"

### De David Marcum și alții
- The New Adventures of Solar Pons (2019)
  - "The Adventure of the Two Sisters" de David Marcum
  - "The Adventure of the Inconvenient Death" de Jeremy Branton Holstein
  - "Pages From the Notebooks of Dr. Lyndon Parker" de Bob Byrne
  - "The Adventure of the Last Casualty" de Mark Wardecker
  - "The Misadventure of the Norfolk Poacher" de Mark Mower
  - "The Impersonating Detective" de Jayantika Ganguly
  - "The Jazz Murders" de Thomas Fortenberry
  - "The Adventure of the Versailles Tourist" de Robert Stapleton
  - "The Adventure of the Yorkshire Girl" de Stephen Herczeg
  - "The Adventure of the London Jinx" de John Linwood Grant
  - "The Mechanical Problem" de Robert Perret
  - "The Adventure of the Scottish Rite" de Stephen Herczeg
  - "The Squirming Script" de I.A. Watson
  - "The Adventure of the Yellow Pimpernel" de Nik Morton
  - "The Adventure of the Borzoi Breeder" de Deanna Baran
  - "The Adventure of the Earl’s Mirth" de Mark Wardecker
  - "The Watson Club" de Derrick Belanger
  - "The Boar of the Raskerbergs" de Robert Stapleton
  - "The Black Mouth of Death" de Thomas Fortenberry
  - "The Adventure of the Old Score" de David Marcum